# Черемшица
Чере́мшица (бел. Чарэ́мшыца; также встречается вариант наименования Черемшицы) — государственный гидрологический заказник республиканского значения в Мядельском районе Минской области Беларуси.

## Физико-географическая характеристика
Заказник Черемшица находится в центральной части Мядельского района к югу от озера Мястро и города Мядель, между деревнями Гатовичи, Брусы, Узла и Черемшицы. Территория расположена в северной части Нарочано-Вилейской низменности, в междуречье рек Нарочь и Узлянка, примыкая к озеру Нарочь около истока реки Нарочь. На землях заказника находятся такие озера, как Бледное (Белое), Выдреник, Млынок, Козье, Грядское (Чёрное), Подшапье, Запортово. Общая площадь территории составляет 6,2 тысячи гектаров.
Заказник был создан в 1981 году на базе торфяного месторождения «Черемшицы», площадь которого составляет 4,8 тысячи гектаров, и прилегающих к нему лесных массивов. С точки зрения геоботаники заказник представляет интерес как единая гидрологическая замкнутая территория с богатым типологическом набором растительных сообществ и малой степенью антропогенного воздействия. Заказник функционирует на территории Нарочанского национального парка.
Значительная часть территории покрыта сосновыми южнотаёжными лесами — лишайниково-кустарничковыми, кустарничково-зеленомошными, зеленомошно-черничными и долгомошными. Среди сосен местами встречается ель европейская, в подлеске — можжевельник обыкновенный. На верховых болотах произрастают кустарничково-пушицево-сфагновые сосновые леса. Широко распространены кустарничково-травяно-осоковые сфагновые, болотные разнотравно-злаковые и осоково-моховые фитоценозы.
Торфяной массив на территории заказника сочетает все три вида болот — верховое, переходное, низменное.

## Флора
Флора заказника насчитывает 396 видов, из них 5 — плауны, 5 — хвощи, 7 — папоротники, 4 — голосеменные и 375 — покрытосеменные. На территории заказника произрастает 14 видов деревьев, 16 — кустарников, 250 — травянистых видов.
В заказнике встречаются редкие виды растений, занесённые в Красную книгу Республики Беларусь. Среди них — арника горная, берёза карликовая, ветреница лесная, ладьян трёхнадрезный, первоцвет весенний, перелеска благородная, баранец обыкновенный, гипотрахина отогнутая, менегацция пробуравленная, осока заливная, живучка пирамидальная, прострел луговой, гимноколея вздутая и др.